# Mehrzad Madanchi
Mehrzad Madanchi Ardakani (مهرزاد معدنچى), född 10 januari 1985 i Shiraz, är en iransk fotbollsspelare som spelat i landslaget och i Al-Shaab. Han spelar vanligtvis som vänstermittfältare eller anfallare.